# La SAL Feminista
La SAL Feminista (Suport i Autonomia Lesbofeminista) es un colectivo barcelonés lesbofeminista no mixto y autónomo.

## Ideas políticas
Entre sus objetivos se encuentran la lucha contra el machismo y la lesbofobia desde la autonomía y la no mixticidad.
También son críticas con la heterosexualidad, la cual entienden como uno de los regímenes políticos que hacen funcionar el capitalismo y el patriarcado y que este último es la última expresión de un sistema de explotación y opresión de un grupo sobre otro.
Por último, entienden que el lesbianismo es un espacio de posibilidades donde construir la subjetividad revolucionara contra el estado.

## Trayectoria
La SAL nació en Barcelona en abril de 2019. Desde entonces, se han mostrado especialmente críticas con el día del orgullo LGBT en Barcelona y el contexto de capitalismo rosa que lo rodea, mostrándose abiertamente en contra de la celebración del EuroPride en Barcelona durante el año 2019.
También se han mostrado críticas con el Centro LGTBI de Barcelona, ya que consideran que no se trata de un centro, si no de uno gay, invisibilizando así al resto de letras de la comunidad LGBT. Así como con la promoción de la gestación subrogada ligada al colectivo LGBT.
Forman parte del "28J Autònom" y desde el 2022, del espacio feminista Ca la Dona.